# خوليو ميركادو
خوليو ميركادو (27 سبتمبر 1993 في الإكوادور - ) هو لاعب كرة قدم إكوادوري في مركز الوسط. لعب مع برشلونة جواياكويل.

## وصلات خارجية
- خوليو ميركادو على موقع قاعدة بيانات كرة القدم.إي يو (الإنجليزية)